# Isabel (cacica)
Isabel (desconocido - El Panecillo, 1558) fue una cacica guaiquerí que durante su mandato estableció alianzas con los conquistadores españoles, logrando evitar que su pueblo fuera sometido a la esclavitud, al régimen de encomiendas y el pago de tributos.
Junto con su hijo, el conquistador mestizo Francisco Fajardo, colaboró con los españoles en la defensa de la isla de Margarita y en campañas de colonización en tierra firme. Murió envenenada tras conflictos con algunos de los pueblos que se opusieron a la colonización.

## Biografía
Se cree que nació en el poblado de Palguarime en las cercanías de Porlamar entre 1496 y 1514. Por línea paterna era nieta del cacique Charaima e hija del cacique Charamaya pertenecientes a la tribu Caraca, mientras que por línea materna era nieta del cacique Paraguarime, el nombre de su madre se desconoce. En el pueblo guaiquerí los derechos de sucesión son de origen matrilineal, su padre al unirse con su madre debió establecer su residencia en la población de la madre de acuerdo a la matrilocalidad e Isabel heredaría el cacicazgo por su línea materna tras la muerte de su padre.
Tras su contacto con los españoles, los guaiqueríes establecieron relaciones amistosas y colaboraron con estos. La cacica, de la cual se desconoce su nombre indígena, fue bautizada como Isabel, según algunos autores en honor a Isabel de Manrique de Villalobos quien fue la madre de la futura gobernadora de la isla de Margarita, Aldonza Villalobos Manrique. Otros autores por su parte, opinan que fue por la reina española Isabel I de Castilla.
Durante su mandato cooperó con las autoridades españolas y mostró cierto grado de resistencia pasiva contra la colonización, logrando mantener para su pueblo tradiciones, beneficios, propiedades y logrando alcanzar el título de «doña» otorgado por la Corona de Castilla.
Entre 1526 y 1527, el Teniente Gobernador de la Provincia de Margarita, Pedro de Villardiga, levantó acusaciones contra los guaiqueríes, acusándolos de rebeldes y considerándolos indígenas caribes los cuales eran sometidos a la esclavitud, por lo que Isabel intercedió para evitar la esclavitud de su pueblo.
Debido a su intervención y la cooperación que habían tenido los guaiqueríes con los españoles, nunca fueron sometidos a la esclavitud, al régimen de la encomienda ni el pago de tributos, y se les permitió participar en la explotación y comercio de perlas.
Depuesto Villardiga de su cargo, fue sustituido por el conquistador español Francisco Fajardo, «el viejo», con el que Isabel se casaría y de la unión nacería el conquistador mestizo Francisco Fajardo probablemente en 1528.En 1528, ante la solicitud de ayuda, Isabel mandaría a cincuenta guerreros guaiqueríes a la isla de Cubagua para apoyar a Fajardo el viejo a combatir contra el pirata Diego Ingenios en la primera batalla naval del continente, según algunos historiadores.
Ante el mal gobierno de Fajardo, fue destituido, pero se negó a separarse del cargo y se fugaría a Europa para evitar ser condenado, abandonando a Isabel y su hijo. Tras la fuga, Isabel empezaría una relación con el español Alonso Carreño, que daría como fruto dos hijos llamados Alonso y Juan, quienes se volverían compañeros de su primer hijo en sus campañas colonizadoras.
Entre las décadas de 1530 y 1540, Isabel y los guaiqueríes debieron resistir los intentos de las nuevas autoridades de la isla que trataron de someterlos a la esclavitud y consiguieron despojarlos de muchas de sus tierras, ante lo cual los guaiqueríes mostraron una resistencia pasiva.A pesar de estos intentos, la cooperación entre los guaiqueríes y los españoles se mantendría, ayudando a combatir los ataques de piratas y de algunos pueblos caribes, por lo que el rey Carlos I mantendría la postura tomada en 1525 de considerarlos vasallos libres.
En 1555 Isabel puso al mando de su hijo Francisco Fajardo cien guerreros guaiquerís para su campaña de conquista en la costa central de Venezuela. En 1557 Isabel se unió a su hijo en sus campañas como una embajadora ante algunos de los pueblos indígenas de la costa con los que mantenía buenas relaciones y con los que tenía parentesco, como una tribu liderada por su tío, el cacique Naiguatá.
Las gestiones de Isabel lograron que la comitiva de Fajardo fuera bien recibida; sin embargo, tras los abusos cometidos por los conquistadores españoles, generaría el rechazo de algunos indígenas a estos contactos promovidos por la cacica. Isabel murió en 1558 al desarrollar una enfermedad debido al consumo de agua envenenada de los pozos cercanos a la población de El Panecillo en las cercanías de Chuspa por indígenas liderados por el cacique Paisana, quien posteriormente moriría a manos de Fajardo.
Ciertos políticos y autores venezolanos desarrollaron una visión negativa de Isabel y su hijo Francisco Fajardo por su colaboracionismo con los españoles, llegando a ser considerados como traidores y malinches.

## Reconocimientos
En 1589 el cronista Juan de Castellanos hizo referencia a la cacica Isabel en su obra Elegía de Varones Ilustres de Indias, donde se expresa que «Doña Isabel la India se decía señora principal, mujer bastante, a quien grande respeto se tenía toda la tierra firme circunstante».
En 1979 la empresa naviera venezolana Conferry adquirió un buque de origen noruego, el cual fue nombrado «Cacica Isabel» y que estuvo en funcionamiento hasta 2016.